# Teodorico el Grande
Flavio Teodorico el Grande (latín: Flavius Theodorīcus, griego: Θευδέριχος, Theuderijos, en gótico: Þiudareiks, en inglés antiguo: Þēodrīc y en nórdico antiguo: Þjōðrēkr o Þīðrēkr), también conocido como Teodorico el Amalo (Dacia, 12 de mayo de 454-Rávena, 30 de agosto de 526), fue rey de los ostrogodos (474-526), gobernante de la prefectura de Italia entre 493–526, regente de Hispania (511–526) y patricio del Imperio. Uno de los soberanos más poderosos de su tiempo donde, en su momento de mayor esplendor, gobernó sobre gran parte del territorio occidental del Imperio, desde Hispania hasta las provincias del Danubio. Fue considerado un heredero de los emperadores romanos de Occidente, quedando constancia de que colegas itálicos le llamaban Augustus en sus escritos, si bien él mismo nunca adoptó dicho título, al reconocer a Zenón como único emperador de ambas partes del Imperio.

## Biografía

### Infancia y juventud

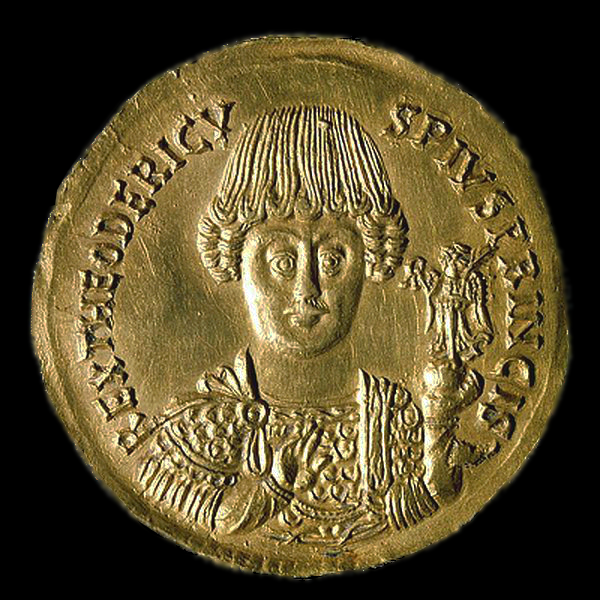

Teodorico era originario de una rama del pueblo germano de los godos. Su linaje, los Amalos, se había asentado tras la desintegración del Imperio huno en el oeste de los Cárpatos, aproximadamente en la actual Hungría. Su padre fue el caudillo Teodomiro y su madre la concubina de este, Erelieva Eusebia. 
Siendo aún niño, Teodorico fue enviado en el año 463 a Constantinopla como rehén (una práctica habitual para asegurar que su pueblo respetara los acuerdos alcanzados con el Imperio). Pero dentro de la metrópolis gozó de una gran libertad de movimiento, alternando con la corte imperial y también con los ciudadanos romanos, acudiendo a los espectáculos y a los oficios religiosos, además de recibir una educación en la tradición grecolatina similar a la que recibían los hijos de la élite romana.

### Rey de los ostrogodos
Teodorico regresó a los Cárpatos con su pueblo a la edad de dieciocho años, en un momento durante el cual las tensiones en los Balcanes iban en aumento. Esta situación fue fruto de los complejos juegos políticos en la corte de Constantinopla, que llevaron al meteórico ascenso de Zenón el Isáurico, primero como hombre fuerte tras el trono en 471, y luego como emperador en 474. Pero esto conllevó la desestabilización de los antiguos equilibrios políticos de la zona, provocando numerosas conspiraciones políticas y la revuelta de los godos de Tracia, que salían perjudicados con el nuevo reparto de poder.
Puesto que la región de los Cárpatos tenía recursos muy limitados, lo que generaba una dura competición entre sus habitantes, Teodomiro siguió los consejos de su hijo recién llegado y se dirigió alrededor del año 472 hacia el interior de los Balcanes, penetrando las fronteras del Imperio romano oriental con todo su pueblo, compuesto por unos 10 000 guerreros y una cantidad mayor de no combatientes. La esperanza de Teodorico era llegar a un acuerdo con el emperador Zenón y sustituir a los godos tracios como aliados del imperio. Tras la muerte de su padre y el líder de los godos tracios, el joven caudillo pudo unir a todos los godos del este bajo su mandato en el año 484, comandando de este modo a unos 20.000 combatientes. Aunque esto simplificó el mapa político balcánico, las relaciones con el emperador Zenón siempre fueron tensas, y en el año 487 la situación se deterioró en tal grado que Teodorico condujo a sus guerreros hasta las puertas de Constantinopla.
Puesto que Teodorico era incapaz de tomar por la fuerza la capital imperial y Zenón carecía de los efectivos necesarios para obtener una victoria decisiva sobre los ostrogodos, ambas partes acabaron llegando a un acuerdo. El caudillo de los ostrogodos fue nombrado de este modo patricio y magister militum por el emperador, que lo envió a la península itálica a poner fin al gobierno de Flavio Odoacro, quien había alcanzado su posición diecisiete años atrás tras deponer al usurpador Rómulo Augusto, si bien Odoacro había cumplido como vasallo del emperador, con el tiempo comenzó a volverse más autónomo, hasta provocar la ruptura total con Zenón cuando apoyó al usurpador Leoncio y su magister militum Flavio Illos. La jugada satisfacía los deseos de ambos bandos. Por una parte, Zenón alejaba de sus provincias a los ostrogodos, que suponían un elemento de inestabilidad, y acababa con los traidores; y por su lado, Teodorico obtenía la legitimidad necesaria para hacerse con los ricos territorios italianos.

### Rey de Italia

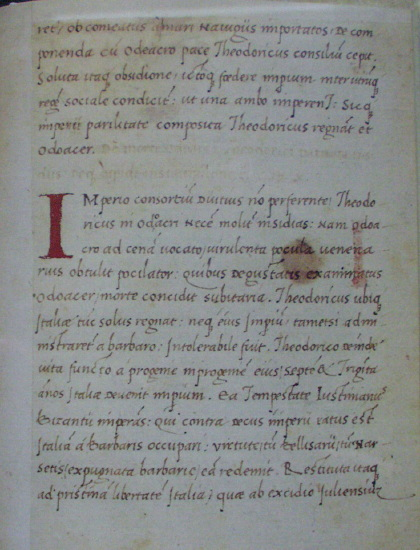
Edictum Theodorici regis del año 512. La continuidad de la administración imperial bajo el gobierno de Teodorico le granjeó el apoyo de las élites romanas.

La Italia hacia la que Teodorico dirigió a su pueblo en el año 488 era un botín tremendamente deseable. Su abundancia de tierras fértiles la hacían, en una época en la que la riqueza se medía en el poder agrario de un territorio, mucho más próspera que Grecia y los Balcanes. La red comercial que conectaba la península, aunque debilitada debido a la fragmentación de la parte occidental del imperio, continuaba siendo importante. De hecho, a pesar de que Roma ya no era la ciudad más poblada del mundo, su tamaño seguía siendo prodigioso, y muy posiblemente fuera la segunda mayor ciudad del ámbito romano, solo por detrás de Constantinopla.
El monarca ostrogodo no tuvo problema para derrotar a las fuerzas hérulas de Odoacro, primero durante el cruce de los Alpes en agosto de 489 y un mes después en las inmediaciones de Verona, sitiando en 492 la inexpugnable capital de Odoacro, Rávena. Acorralado, el caudillo hérulo llegó a un pacto con Teodorico en febrero de 493 para compartir el poder, y diez días después, tras entrar en la ciudad, el monarca decidió organizar un banquete en el palacio imperial de Honorio para celebrar el acuerdo, con la intención de tener a algunos de sus seguidores cerca para asesinar a Odoacro. Pero como este plan fue por mal camino, Teodorico decidió asesinarlo con sus propias manos; tras hacer un brindis, desenvainó su espada y la clavó en la clavícula de Odoacro, tras lo que este, moribundo, preguntó: «¿Dónde está Dios?», a lo que el monarca respondió: «Esto es lo que les hiciste a mis amigos». Se dice que Teodorico se paró sobre el cadáver de su rival muerto y dijo: «Ciertamente no había un hueso en este desdichado compañero».
Según Juan Antioqueno, «ese mismo día, todos los miembros del ejército de Odoacro que pudieron ser encontrados fueron asesinados por orden de Teodorico, así como toda su familia». La mujer de Odoacro, Sunigilda, fue drogada hasta la muerte, y su hermano Onulfo fue asesinado por arqueros mientras buscaba refugio en una iglesia. Su hijo Thela fue exiliado a la Galia, pero cuando intentó volver a Italia, Teodorico ordenó que también fuera asesinado. Tras la muerte de Odoacro, Teodorico se convirtió efectivamente en el rey de Italia.
Asentado en Rávena, el reinado de Teodorico gozó de mayor legitimidad que el de su predecesor por diversas razones. En primer lugar, gobernaba en nombre de Zenón y aceptaba el rango superior de este, aunque en la práctica tenía plena autonomía para actuar tanto en su reino como en el resto del occidente europeo. Otro elemento legitimador fue el hecho de que mantuvo intactas las estructuras administrativas romanas, recibiendo por ello el apoyo del senado de Roma. De hecho, respetó a la aristocracia romana, que logró conservar la gran mayoría de sus tierras (siendo compensados cuando tuvieron pérdidas) y desarrollar una carrera como funcionarios civiles en la corte de Rávena. Por otro lado, sus seguidores godos estuvieron satisfechos con los repartos de tierra que se hicieron y con los puestos militares, destinados a ellos en su inmensa mayoría.

### Regente de Hispania

Los territorios controlados directamente por Teodorico y, en un tono más suave, los reinos sobre los que ejercía hegemonía en el año 523. Salvando la Galia y Britania, sus hegemonía abarcaba todas las demás tierras del Imperio romano de occidente.

Asentado en el reino de Italia, Teodorico desarrolló una importante política diplomática tanto con otros pueblos germanos como con el Imperio romano de oriente. Sin embargo, la estabilidad y la paz se vieron sacudidas en el año 507 a causa de la batalla de Vouillé, que enfrentó al rey franco Clodoveo I con el rey visigodo Alarico II, yerno de Teodorico por matrimonio con su hija Teodegoda. El resultado de este choque fue la derrota de los visigodos, su retirada de la Galia (actual Francia) y la muerte del propio Alarico II.
Tras la derrota, Teodorico intervino en el reino visigodo para proteger los intereses de su nieto Amalarico, hijo del difunto gobernante y heredero de la corona. Al mismo tiempo, las fuerzas ostrogodas expulsaron a los burgundios de las posesiones visigodas que habían ocupado en Provenza, pero tuvieron cuidado de no entrometerse en los territorios dominados por los francos, evitando así un conflicto a gran escala.
Aunque el legítimo gobernante del reino visigodo era Amalarico, en la práctica Teodorico gobernó Hispania hasta su muerte en el año 526, designando a los funcionarios de la administración y el ejército, cobrando tributo y reorganizando el gobierno peninsular empleando nuevamente el modelo imperial romano, lo que mejoró la eficacia de la administración hispana; además, procuró que sus fuerzas en el territorio hispano no se comportasen como un ejército conquistador. Todo ello hizo que tanto los visigodos como los hispanorromanos viesen con buenos ojos su gobierno.
De este modo, el monarca ostrogodo unió bajo su gobierno Italia, Hispania, la Galia mediterránea y las provincias del Danubio. Esto le permitió tener una reserva de guerreros y unos recursos materiales muy superiores a los que habían poseído los últimos emperadores de Occidente, lo que explica el importante papel que el rey ostrogodo tuvo en dichos años. De hecho, esto le permitió al monarca extender su influencia sobre el reino vándalo y el reino burgundio, además de sobre otros pueblos germanos como los turingios o los bávaros.  Así, al morir en el año 526, Teodorico dejaba un impresionante reino que controlaba directa o indirectamente buena parte de lo que había sido el Imperio romano occidental.

## Teodorico y la religión
Los ostrogodos eran cristianos de confesión arriana, si bien Teodorico no intentó imponer las creencias religiosas de su pueblo a sus súbditos. Por el contrario, en Italia llegó rápidamente a un entendimiento con las autoridades religiosas romanas, lo que favoreció la estabilidad interior y la convivencia de las comunidades goda y la romana. El propio monarca jugó un importante papel como árbitro en las disputas eclesiásticas, como por ejemplo durante el cisma del año 498, producido por la elección simultánea de dos papas.
Este buen entendimiento entre ambas comunidades, denominado el compromiso ostrogodo, tan solo comenzó a fragmentarse en los últimos años del reinado de Teodorico, cuando las tensiones con el emperador oriental Justiniano fueron en aumento al proscribir este el arrianismo, posiblemente como maniobra para socavar la autoridad del monarca italiano sobre sus súbditos romanos. Esto condujo a Teodorico a lanzar sus propias persecuciones sobre los cristianos ortodoxos como modo de presionar a Justiniano.

## Legado político y cultural

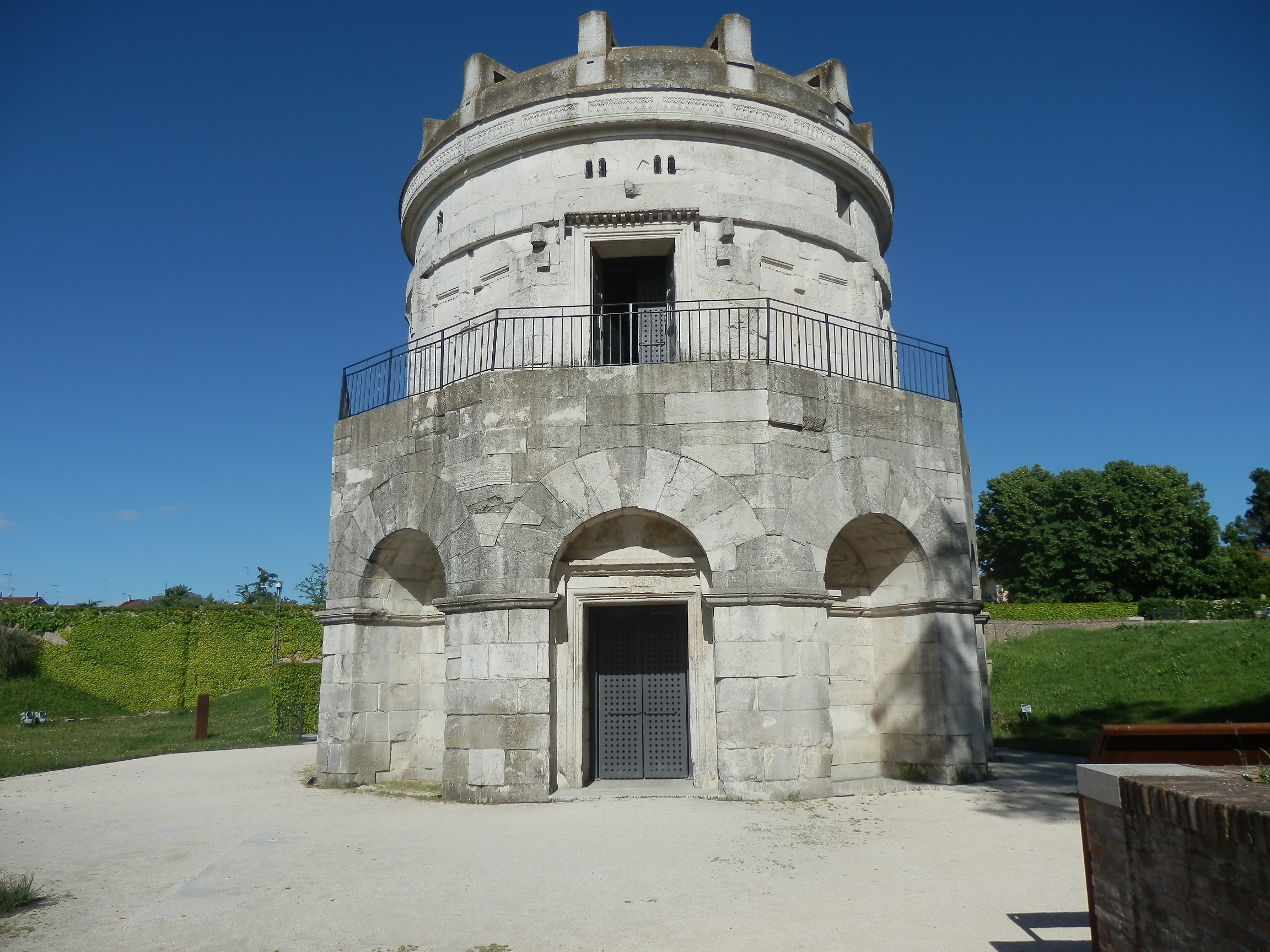
El Mausoleo de Teodorico en Rávena, un ejemplo de la tradición arquitectónica clásica puesta al servicio del poder germánico.

El empleo de las estructuras políticas romanas y el interés de Teodorico por la cultura clásica le ganaron en su época la admiración de los romanos, hasta el punto de que llegó a decirse de él que «parecía un filósofo vestido de púrpura», siendo el púrpura el color que distinguía a los emperadores. De hecho, un número importante de historiadores siguen considerándolo hoy en día un ejemplo de bárbaro germano inspirado por la civilización latina, si bien otros investigadores estiman que su adopción de la tradición romana se debió más a un criterio práctico, no dejando por ello de lado sus costumbres germánicas.
Pero si la figura de Teodorico ha llegado hasta el presente, su reino tuvo una vida mucho más corta. En parte, esto fue fruto de su propia longevidad, que le hizo sobrevivir al marido de su hija Amalasunta, el visigodo Eutarico. El ya anciano monarca contaba con que Eutarico se convirtiera en su heredero y mantuviese unidos a visigodos y ostrogodos, pero quien finalmente heredó el trono en el año 526 fue el hijo de este, Atalarico. Los visigodos difícilmente podrían haber aceptado como rey a un niño que carecía del más mínimo prestigio militar (de gran importancia entre los pueblos germanos) y de derechos dinásticos firmes.
Por otro lado, el legítimo heredero de la corona visigoda seguía vivo. Amalarico, marginado políticamente durante años por su abuelo Teodorico, era ya un hombre adulto (por lo que difícilmente se podía seguir manteniendo la ficción de una regencia en su nombre) y gozaba del apoyo de Teudis, un alto funcionario militar ostrogodo que había creado fuertes vínculos con las élites visigodas durante su tiempo de servicio en Hispania. Ante el ascenso de este nuevo monarca, la corte de Rávena no tuvo más remedio que restituir el tesoro real hispano y renunciar a los tributos que había cobrado durante el reinado de Teodosio. A cambio, los visigodos se retiraron de Provenza, que pasó oficialmente a ser parte del reino de Italia.
La pérdida de poder de los ostrogodos y su propia división interna fue aprovechada menos de diez años después de la muerte de Teodorico por el emperador Justiniano, quien tras haber conquistado fácilmente el reino vándalo del Norte de África se lanzó en el año 533 a la conquista del reino de Italia. Las derrotas ostrogodas se sucedieron, perdiendo primero Sicilia en el año 535 y posteriormente Rávena en el 540. Tras veinte años de dura guerra, los godos fueron sometidos e Italia pasó a estar bajo el gobierno directo del Imperio Romano de Oriente.

## Teodorico en la leyenda medieval
Teodorico es una figura importante en la literatura medieval. En las leyendas germánicas se lo llama Theodric, Thidrek o Dietrich von Bern (es decir, "de Verona"), quien es exiliado de Lombardía, su reino, y recibe la ayuda de Etzel (Atila) contra el usurpador, su tío Ermenrich, aunque en algunas versiones aparece Odoacro como su antagonista; estas leyendas, expandidas desde Alemania hasta Escandinavia, Inglaterra e Islandia lo retratan de manera heroica.